# Tétény2-busz (Budapest)
A budapesti Tétény2-es jelzésű autóbusz az Irinyi József utca és a Budatétény, Campona között közlekedett. A vonalat a Budapesti Közlekedési Rt. üzemeltette.

## Története
2002. május 7-e és augusztus 30-a között a Budatétény, Campona és az Irinyi János utca között Tétény2 jelzéssel gyorsjárat közlekedett, tehermentesítőként, a Tétény-busz kiegészítő járataként. Június 10-étől a Leányka utca, a Savoyai Jenő tér és a Városház tér megállókban is megállt.

## Útvonala
| Budatétény, Campona felé | Irinyi József utca felé |
| --- | --- |
| Irinyi József utca vá. – Irinyi József utca – Bogdánfy utca – Budafoki út – Hunyadi János út – Kitérő út – felüljáró – Leányka utca – Kossuth Lajos utca – Nagytétényi út – Budatétény, Campona vá. | Budatétény, Campona vá. – Nagytétényi út – Mária Terézia utca – Leányka utca – felüljáró – Kitérő út – Petőfi Sándor utca – Hunyadi János út – Budafoki út – Irinyi József utca vá. |

## Megállóhelyei
| 0  | Irinyi József utca (ma: Budafoki út / Szerémi sor) végállomás | 21 | 3, 3, 12, 86, Tétény 4                          |
| ∫  | Október huszonharmadika utca (ma: Budafoki út / Szerémi sor)  | 20 | 3, 3, 12, 86, Tétény 4                          |
| 3  | Kelenföldi Erőmű                                              | 17 | 3, 3, 103, Tétény                               |
| 11 | Leányka utca (ma: Leányka utcai lakótelep)                    | 11 | 3, 14, 114 47                                   |
| 12 | Savoyai Jenő tér                                              | 10 | 3, 14, 58, 114, 150, 250 47                     |
| 13 | Városház tér                                                  | 9  | 3, 3, 14, 58, 114, 150, 250 47 Budafok-Belváros |
| 16 | Vágóhíd utca                                                  | 6  | 3, 3, 14, 114, Tétény                           |
| 18 | József Attila utca (ma: Háros vasútállomás)                   | 4  | 3, 3, 14, 114, Tétény Budafok-Háros             |
| 19 | Háros utca                                                    | 3  | 3, 14, 114, Tétény                              |
| 20 | Jókai Mór utca                                                | 2  | 3, 3, 14, 50, 114, 138, Tétény                  |
| 22 | Budatétény, Campona végállomás                                | 0  | 13, 13A, 50, 138, Tétény Budatétény             |